# Епархия Антиполо
Епархия Антиполо (лат. Dioecesis Antipolensis) — епархия Римско-Католической церкви с центром в городе Антиполо, Филиппины. Епархия Антиполо входит в митрополию Манилы. Кафедральным собором епархии Антиполо является церковь Непорочного Зачатия Пресвятой Девы Марии

## История
24 января 1983 года Римский папа Иоанн Павел II выпустил буллу Quoniam in recte, которой учредил епархию Антиполо, выделив её из архиепархии Манилы.

## Ординарии епархии
- епископ Protacio Gungon (1983 — 2001);
- епископ Crisostomo Yalung (2001 — 2002);
- епископ Gabriel Villaruz Reyes (2002 — по настоящее время).

## Источник
- Annuario Pontificio, Ватикан, 2007
- Булла Quoniam in recte, AAS 75 (1983), стр. 801  (лат.)